# Economics Letters
Economics Letters ist eine wissenschaftliche Fachzeitschrift aus dem Bereich der Volkswirtschaftslehre, die auf kürzere Beiträge (Notes bzw. Letters) spezialisiert ist. Sie will damit eine schnelle Verbreitung von vorläufigen Ergebnissen oder provozierenden Theorie-Beispielen erreichen.

## Redaktion
Economics Letters wird von derzeit (2025) von den fünf Redakteuren Mariano Massimiliano Croce, Joseph E. Harrington, Brendan Kline, Sandra M Sequeira, Eric R. Young geleitet. Ihnen zur Seite stehen eine Reihe von assoziierten Redakteuren.

## Rezeption
In der Statistik des Social Sciences Citation Index wurde sie mit diesem Impact Factor an 228. Stelle von 333 Journals in der Kategorie Wirtschaftswissenschaften geführt. Eine weitere Studie der französischen Ökonomen Pierre-Phillippe Combes und Laurent Linnemer sortiert das Journal mit Rang 46 von 600 wirtschaftswissenschaftlichen Zeitschriften in die drittbeste Kategorie A ein.
Der Impact Factor der Zeitschrift lag im Jahr 2024 nach eigenen Angaben bei 1,8.